# Спецификация Java-портлетов
Спецификация Java-портлетов (англ. Java Portlet Specification) описывает модель взаимодействия между портлетом и портлетным контейнером. Эта спецификация очень похожа на спецификацию Java-сервлетов (англ. Java Servlet Specification) и, фактически, разработана на основе Java Servlet Specification версии 2.3 и Java Server Pages версии 1.2.

## Версии

### JSR 168
Первая версия спецификации Java-портлетов (V1.0) была разработана в рамках Java Community Process, как ответ на запрос на спецификацию JSR 168. Запрос был инициирован представителями компаний IBM и Sun Microsystems, Inc. в январе 2002 года. Финальная версия спецификации была представлена 27 октября 2003 года.
Спецификация предоставляет описание базовой программной модели портлета, в том числе:
- две фазы жизненного цикла портлета: фазу действий и фазу рендеринга, что позволяет использовать шаблон проектирования Model-View-Controller
- режимы портлета, при помощи которых портал может указать портлету, какую задачу тот должен выполнить и какое содержание отобразить
- параметры отображения, описывающие место на странице, в котором будет размещен контент, генерируемый портлетом
- модель данных портлета, позволяющая хранить информацию о виде в параметрах отображения, сессионные данные в параметрах сессии портлета, а пользовательские настройки в параметрах самого портлета
- компоновка в пакеты, что подразумевает группировку нескольких портлетов и артефактов Java EE, необходимых для функционирования этих портлетов, в единое портлетное приложение, которое можно установить на сервер приложений одним блоком

### JSR 286
В 2005 году представителем компании IBM был инициирован запрос на спецификацию JSR 286, в котором предлагалось создать новую версию спецификации Java-портлетов для согласования с концепциями J2EE версии 1.4, а также другими JSR (например, c JSR 188) и спецификацией WSRP второй версии.. Предыдущая версия спецификации JSR 168 никак не затрагивала проблемы интеграции, определяя только компонентную модель. Поэтому вопросы интеграции и межпортлетной коммуникации предлагалось специфицировать в новой версии. Работы над второй версией (V2.0) продлились до 12 июня 2008 года, когда её финальный релиз был утверждён экспертной группой, включающей в себя всех значимых разработчиков порталов, как коммерческих, так и с открытым кодом, разработчиков средств интеграции портлетов и разработчиков сред разработки портлетов.
Вторая версия спецификации привносит целый ряд новых возможностей для разработчиков портлетов, в том числе:
- два способа взаимодействия между различными портлетами:
  - через систему событий, что реализовано моделью слабой связи вида «публикатор-подписчик», когда один портлет может получить извещение о выполнении другим портлетом каких-либо действий
  - через публикуемые параметры отображения, что позволяет совместно использовать параметры запроса в различных портлетах или других артефактах
- возможность использования динамически генерируемых ресурсов посредством ресурсных URL, поддерживающих несколько уровней кеширования
- полноценное использование AJAX, с прохождением запроса непосредственно через портальный сервлет, и, как следствие, получением полного доступа к контексту портлета — параметрам отображения, режиму работы, состоянию окна, настройкам портлета и портлетной сессии
- возможность вызова forward и полноценного include из всех методов жизненного цикла портлета
- расширенный список слушателей жизненного цикла, по сравнению с определённым в Java Servlet Specification V2.5
- новые фильтры и слушатели (англ. listeners) портлетов
- управляемые портлетом режимы, которые не определяются в портале, а управляются непосредственно портлетом
- опции времени выполнения контейнера портлетов

Кроме этого, была проделана большая работа по расширению программной модели портлетов, приблизив её к программной модели сервлетов и добавив специфические для портлетов расширения. Реализована работа с cookies, элементами заголовка документа и HTTP-заголовками.

### JSR 362
В 2013 году работа над спецификацией была продолжена, и в апреле 2017 года была выпущена версия 3.0. Основными её особенностями стали:
- ресурсные зависимости;
- явной состояние рендеринга;
- интеграция с CDI 1.2;
- поддержка Servlet 3.1;
- Portlet Hub & XHR IPC;
- интеграция с FacesBridge (JSR 378).

### Обратная совместимость
Третья версия бинарно совместима со второй, которая, в свою очередь, бинарно обратно совместима с первой версией и даже сохраняет совместимость поведения всех методов API. Это значит, что все портлеты, разработанные в рамках версии 1.0, могут быть запущены без всяких изменений в контейнере версии 2.0.